# 拉内利足球俱乐部
拉內利足球俱乐部（Llanelli A.F.C.），是一家位于威尔士拉内利的足球俱乐部，目前参加威尔士足球超级联赛。其主场为斯特伯恩希思公园。凯尔特人及苏格兰国家队前主教练乔克·斯泰恩曾于1950年代初在拉内利短暂效力。拉内利是威尔士足球超级联赛最近几年的三支强队之一。

## 历史
拉内利足球俱乐部在历史上有过几次较强盛的时期。1950年代，为了争取进入英格兰足球联赛，拉内利签下了不少职业球员。这其中包括后来成为凯尔特人传奇人物的乔克·斯泰恩。可惜，拉内利并未成功获得英格兰联赛的参赛资格，此后多年处于低迷期。
拉内利是威尔士联赛的创始成员之一，但于1995-96赛季末降级。球队在1999-2000赛季重回顶级联赛，并最终名列第五。2000-01赛季，由于威甲没有球队符合升级标准，拉内利虽然在威超排名倒数第二，仍免于降级。2002-03赛季，拉内利排名垫底，再次降入威甲；但一年后便重新升入威超，并保级成功。
2005年夏天，本地电视业巨头蒂诺波利斯公司（Tinopolis Plc）宣布了一项雄心勃勃的计划：拉内利将成为继新圣人之后的威尔士第二家全职球队。这项重大举措帮助拉内利取得了前所未有的成功。接下来的两个赛季，拉内利分别获得联赛第二名和第三名，并参加了2006-07赛季欧洲联盟杯。2007-08赛季，拉内利首次夺得威尔士超级联赛冠军，同时也取得2008-09赛季欧洲冠军联赛的参赛资格。

## 主场
拉内利的主场为斯特伯恩希思公园体育场（Stebonheath Park），是一座多功能综合性体育场，可容纳3700名观众。近年球队参加欧洲赛事时，将主场设在本地传统的橄榄球场斯特拉代公园球场（Stradey Park）。2008年夏天，俱乐部对特伯恩希思公园体育场进行了改造，增加了300个坐席，将坐席总数提高到1000个，从而达到欧洲足联的要求。

## 欧洲赛事成绩

### 2006-07赛季欧洲联盟杯
拉内利以上赛季威超亚军的身份参加2006-07赛季欧洲联盟杯。预选赛第一轮，拉内利以2-1的总比分淘汰瑞典球队加弗莱IF。第二轮的对手是丹麦球队欧登塞BK；拉内利以总比分1-6失利。

### 2007年国际托托杯
2006-07赛季威超排名第三的拉内利获得了2007年国际托托杯的参赛资格。首个对手是立陶宛的FK韦特拉。双方首回合比赛在维尔纽斯举行，韦特拉在其主场以3比1取胜。次回合比赛在斯特拉代公园球场举行，拉内利虽然以5-3取胜，在总比分上与对手打成6-6，但因客场进球数少而未能晋级。

### 2008-09赛季欧洲冠军联赛
作为2007-08赛季威尔士超级联赛的冠军，拉内利获得了2008-09赛季欧洲冠军联赛的参赛资格，需要从第一轮资格赛打起。球队的第一个对手是拉脱维亚的FK文茨皮尔斯。拉内利在主场凭借后卫斯图尔特·琼斯的进球以1-0小胜对手。然而，次回合客场比赛上，拉内利以0-4惨败，被淘汰出局。

## 史上著名球员
- 比利·休斯
- 罗里·基恩
- 杰基·奥德里斯科尔
- 杰克·马歇尔
- 乔克·斯泰恩